# Wuco
Wuco is een historisch merk van motorfietsen.
De bedrijfsnaam was Gebr. Wurmstich & Co., Fahrzeugerzeugung, Halle a.d. Saale.
Het was een Duits merk dat alleen in 1925 motorfietsen bouwde. Desondanks waren er vrij veel motorvarianten leverbaar, van een eigen 174 cc zijklepmotor tot 247-, 347- en 490 cc JAP-blokken. Toch was Wuco een van de ruim 150 Duitse merken die in 1925 van de markt verdwenen.